# Bahmanidenrijk
Het Bahmanidenrijk of Bahmanisultanaat (Urdu: بہمنی سلطنت; devanagari: बहमनी सल्तनत) was tussen de 14e en 16e eeuw een sultanaat in het zuiden van India. Het was het eerste koninkrijk dat zich uitsluitend tot het zuiden van India beperkte, dat door islamitische machthebbers bestuurd werd. Het sultanaat ontstond door afsplitsing van het sultanaat van Delhi en viel aan het begin van de 16e eeuw uiteen in de vijf kleinere sultanaten van de Dekan (Ahmednagar, Bidar, Berar, Golkonda en Bijapur).
Het sultanaat werd in 1470 bezocht door de Russische ontdekkingsreiziger Athanasius Nikitin. Nikitin schreef dat de grotendeels hindoeïstische bevolking in grote armoede leefde en de sultan voor het bestuur afhankelijk was van een toestroom van avonturiers uit de islamitische wereld.

## Geschiedenis
De Bahmanidensultans lieten stambomen opstellen waarin ze afstamden van Perzische heersers. Aannemelijker is dat ze van veel lagere komaf waren, mogelijk uit Afghanistan. De eerste Bahmanidensultan was Hassan Gangu Zafar Khan, aanvankelijk een beambte in dienst van de sultan van Delhi, Muhammad bin Tughluq. In 1345 veroverde hij de stad Daulatabad en in 1347 verklaarde hij zich onafhankelijk van Delhi. Hij liet zich door kalief al-Mu'tazid in Caïro als sultan bevestigen. In 1347 verschoof de hoofdstad naar Ahsanabad (Gulbarga).
Behalve tegen de sultan van Delhi voerde Hassan Gangu Zafar Khan oorlog tegen zijn buurstaten, die voornamelijk geregeerd werden door hindoeïstische machthebbers. Ook zijn opvolger Muhammad Shah I (1358-1375) was vrijwel continu in oorlog.
Muhammad Shah II (1378-1397) gold als relatief verlicht vorst. Hij was een patroon van de wetenschap en nodigde de Perzische dichter Hafiz uit naar India te komen. Vanwege een storm lukte het Hafiz niet naar Gulbarga te komen. Onder Firuz Shah (1397-1422) werden twee overwinningen geboekt op het Vijayanagararijk in het zuiden en bereikte het sultanaat het toppunt van zijn politieke macht. Ook Firuz Shah gold als een geletterd man met een grote harem, maar hij werd in 1422 door zijn broer Ahmed Shah I (regeerde 1422-1436) vermoord. Deze zette de oorlog tegen Vijanayagara voort en vocht ook tegen Malwa in het noorden. Hij verhuisde zijn hoofdstad naar het beter te verdedigen Bidar.
Onder sultan Humayun (1458-1461) kwam het tot gewelddadigheden tussen de hindoeïstische bevolking en de islamitische machthebbers. Humayun sloeg de opstanden bloedig neer en groeide uit tot een gehate tiran, die ten slotte vermoord werd. Daarop leek het sultanaat uiteen te vallen, maar de capabele minister Mahmud Gawan wist de eenheid te redden door meer hindoes op hoge posities te benoemen en de belastinginning en het leger onder direct centraal gezag te stellen. De jonge sultan Muhammad III was niet geïnteresseerd in staatszaken en liet de regering aan zijn ministers. Nadat Mahmud Gawan in 1481 door zijn rivalen ten val gebracht werd en terechtgesteld laaiden de conflicten tussen hindoes en moslims opnieuw op. 
Tijdens de regering van de laatste sultan, Mahmud Shah IV (1482-1518) verklaarden de gouverneurs van de provincies zich een voor een onafhankelijk. Er ontstonden daardoor vijf nieuwe sultanaten, die gezamenlijk de sultanaten van de Dekan genoemd worden. De laatste twee van deze sultanaten, Bijapur en Golkonda, zouden uiteindelijk in 1685 en 1687 door keizer Aurangzeb aan het Mogolrijk worden toegevoegd.